# Martin Löwenberg

Martin Löwenberg auf einer antifaschistischen Kundgebung in München

Martin Löwenberg anlässlich seines 80. Geburtstages

Martin Löwenberg (geboren 12. Mai 1925 in Breslau; gestorben 2. April 2018 in München) war ein deutscher Widerstandskämpfer gegen den Nationalsozialismus und nach eigener Aussage Verfolgter des Naziregimes und KZ-Häftling und damit Zwangsarbeit ausgesetzt. Es gibt jedoch keine wissenschaftlichen Hinweise für seine Inhaftierung in Konzentrationslagern. 
Löwenberg war Gründungsmitglied der lokalen Vereinigung der Verfolgten des Naziregimes (VVN) und des Freien Deutschen Gewerkschaftsbundes (FDGB) in der Sowjetischen Besatzungszone. Löwenberg berichtete in zahlreichen Zeitzeugengesprächen an Schulen und bei Veranstaltungen.

## Leben
Martin Löwenberg wurde 1925 als Kind sozialdemokratischer Eltern in Breslau geboren; der Vater war Jude.
Als Jugendboxer trainierte Martin Löwenberg im Breslauer Postsportverein Stephan. Gemeinsam mit seinen Freunden wehrte er sich gegen die zunehmende Repression und Verfolgung unangepasster Jugendlicher. Später arbeitete er mit seinem älteren Bruder Ferdinand in einem organisierten Widerstandsnetzwerk und unterstützte osteuropäische Zwangsarbeiter mit Brotmarken und Informationen über den Kriegsverlauf.
Im Jahr 1939 musste Löwenberg aufgrund der NS-Rassengesetze seine landwirtschaftliche Lehre abbrechen. Eine anschließende Lehre als Sattler schloss er 1942 mit der Gesellenprüfung ab. Im Mai 1944 wurde er nach eigener Aussage verhaftet und kam zunächst ins Konzentrationslager Flossenbürg in Nordbayern, später in das KZ-Außenlager Thil im besetzten Lothringen und in das KZ-Außenlager Leitmeritz (Außenlager des KZ Flossenbürg). Am 7. Mai 1945 sei er von der Roten Armee befreit worden.
Danach ging Löwenberg nach Weißenfels in der sowjetischen Besatzungszone und wurde Gründungsmitglied der örtlichen Vereinigung der Verfolgten des Naziregimes (VVN) und des örtlichen Freien Deutschen Gewerkschaftsbundes (FDGB). 
Später zog Löwenberg in die Bundesrepublik, hier wurde er wegen seines Engagements in der Sozialdemokratischen Aktion (SDA), einer von der Sozialistischen Einheitspartei Deutschlands (SED) gesteuerten innerparteilichen Opposition in der Sozialdemokratischen Partei Deutschlands (SPD) und Tarnorganisation der verbotenen KPD, verurteilt. 16 Monate saß Löwenberg in Einzelhaft.
Im Jahr 1952 überbrachte Löwenberg der Mutter von Philipp Müller, der in Essen bei einer Friedensdemonstration von einem Polizisten erschossen worden war, die Nachricht vom Tode ihres Sohnes.   
Auch nach seiner Freilassung blieb Löwenberg politisch aktiv. So war er jahrelang Betriebsratsvorsitzender in einem Industriekonzern sowie Fachgruppenvorsitzender Groß- und Einzelhandel und Mitglied der Großen Tarifkommission der Gewerkschaft Handel, Banken und Versicherungen (HBV).
In den achtziger Jahren trat Löwenberg dem Bündnis 90/Die Grünen bei und war Mitglied im Landesarbeitskreis gegen Rechtsentwicklung und Neofaschismus. Löwenberg wollte die Anhänger der Arbeiterbewegung mit der Ökologiebewegung zusammenbringen. In den 1990er-Jahren trat er bei den Grünen mit der Begründung aus, nicht weiter „das linke Feigenblatt einer immer rechter abrutschenden Partei zu sein“.
Anfang der 1990er-Jahre war Martin Löwenberg Mitbegründer des seit Juni 2005 bestehenden, vom Verfassungsschutz als „linksextremistisch beeinflusst“ bezeichneten „Münchner Bündnisses gegen Krieg und Rassismus“, in dem er antinazistische und antirassistische Kräfte zum gemeinsamen Handeln bündelte. Auf bayerischer Landesebene und für den Kreis München führte Martin Löwenberg viele Jahre lang Vorstandstätigkeiten für die VVN-BdA durch.
Martin Löwenberg engagierte sich für möglichst breite gesellschaftliche Bündnisse gegen Neofaschismus. Er wandte sich ebenso gegen die von linksradikaler Seite betriebene Ausgrenzung von „bürgerlichen Kräften“ wie gegen die Ausgrenzung von „Autonomen“ durch bürgerliche Kräfte.
Im November 2002 wurde der 77-jährige Löwenberg wegen Aufrufs zum Widerstand gegen einen Aufmarsch der Neonazis vom Amtsgericht München verurteilt. Tausende Münchner hatten am 30. November 2002 versucht, einen Aufzug der Neonazis zu blockieren. Christian Ude, Oberbürgermeister von München, erklärte damals: „Sich in den Weg zu stellen, ist eine gute Sache“.
Löwenberg, dessen jüdische Verwandte zum Großteil in Vernichtungslagern ermordet wurden, rief bei der antifaschistischen Kundgebung am Münchner Odeonsplatz „es ist legitim, ja legal, sich den Totengräbern der Demokratie entgegenzustellen“, und wurde daraufhin angeklagt. Das Urteil löste einen Proteststurm aus. Die Süddeutsche Zeitung titelte: „Ex-KZ-Häftling wegen Nazi-Protest verurteilt“. Der Kabarettist Dieter Hildebrandt thematisierte das Urteil in seinem letzten Scheibenwischer.
Am 12. Dezember 2004 wurde ihm in Berlin gemeinsam mit Esther Béjarano, Percy MacLean und Peter Gingold vom Berliner Verein Internationale Liga für Menschenrechte die Carl-von-Ossietzky-Medaille verliehen.
Mit seiner Frau Josefine hatte Martin Löwenberg eine Tochter, Jutta Koller (* 1956).

## Ehrungen
- „München leuchtet seinen Freunden“ in Silber (2000)
- Carl-von-Ossietzky-Medaille (2004)
- Hans-Böckler-Medaille des DGB (2005)
- Ehrenmedaille der Gesellschaft zum Schutz von Bürgerrecht und Menschenwürde (Mai 2005)
- Auszeichnung „für den großen Einsatz für Münchens Schülerinnen und Schüler“ vom Münchner Schülerbüro e. V. (2007)

## Film
- Es kann legitim sein, was nicht legal ist. Martin Löwenberg – Ein Leben gegen Faschismus, Unterdrückung und Krieg. Dokumentarfilm von Petra Gerschner und Michael Backmund, Schnitt: Katrin Gebhardt-Seele, Filmmusik: Konstantin Wecker.[5][6]

## Sonstige Quellen
- Rede von Martin Löwenberg bei der Schlusskundgebung „Gegen Naziterror, Rassismus und Antisemitismus!“ auf dem Münchner Marienplatz
- Audio-Mitschnitt von der Veranstaltung „60 Jahre widerspenstiger Widerstand – Martin Löwenberg und die Geschichte der politischen Opposition in Bayern“ [6. Juni 2005]